# Last Drop Falls
Last Drop Falls è il secondo singolo estratto dall'album Silence e terzo del gruppo musicale finlandese Sonata Arctica, pubblicato dalla Spinefarm Records il 24 settembre 2001.

## Tracce
1. Last Drop Falls – 5:14 (Kakko)
2. Die With Your Boots On – 4:24 (Smith, Dickinson, Harris)
3. Mary-Lou (acoustic reprise) – 5:05 (Kakko)

## Formazione
- Tony Kakko - voce/tastiera
- Jani Liimatainen - chitarra
- Tommy Portimo - batteria
- Mikko Härkin - tastiera
- Marko Paasikoski - basso
- Nik Van-Eckmann - voce parlata in Last Drop Falls

## Registrazione
- Registrato al Tico Tico Studio da Anti Kortelainen.
- Mixato da Mikko Karmila e masterizzato da Mika Jussila ai Finnvox Studios.
- Arrangiamenti dei Sonata Arctica.

## Curiosità
- L'occhio destro presente in copertina appartiene a Tarja Turunen, estrapolato da una sua foto promozionale.[2]